# Ла-Віла-Джойоза
Ла-Віла-Джойоза, Вільяхойоса (валенс. La Vila Joiosa, ісп. Villajoyosa, офіційна назва La Vila Joiosa/Villajoyosa) — муніципалітет в Іспанії, у складі автономної спільноти Валенсія, у провінції Аліканте. Населення — 34 344 особи (2010).

## Географія
Муніципалітет розташований на відстані близько 370 км на південний схід від Мадрида, 27 км на північний схід від Аліканте.
На території муніципалітету розташовані такі населені пункти: (дані про населення за 2010 рік)
- Ла-Ерміта: 1204 особи
- Планс: 2930 осіб
- Торрес: 7699 осіб
- Ла-Віла-Джойоза/Вільяхойоса: 22511 осіб

## Демографія
Динаміка населення (INE ):

## Уродженці
- Хосе Катала (*1985) — іспанський футболіст, захисник.

## Галерея зображень

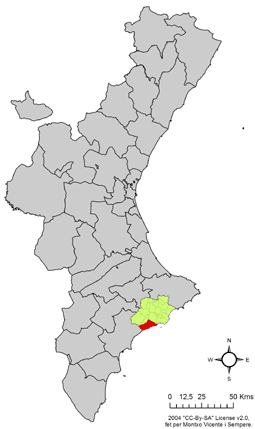
Розташування муніципалітету Ла-Віла-Джойоза у автономній спільноті Валенсія
Розташування муніципалітету Ла-Віла-Джойоза у комарці Маріна-Баха
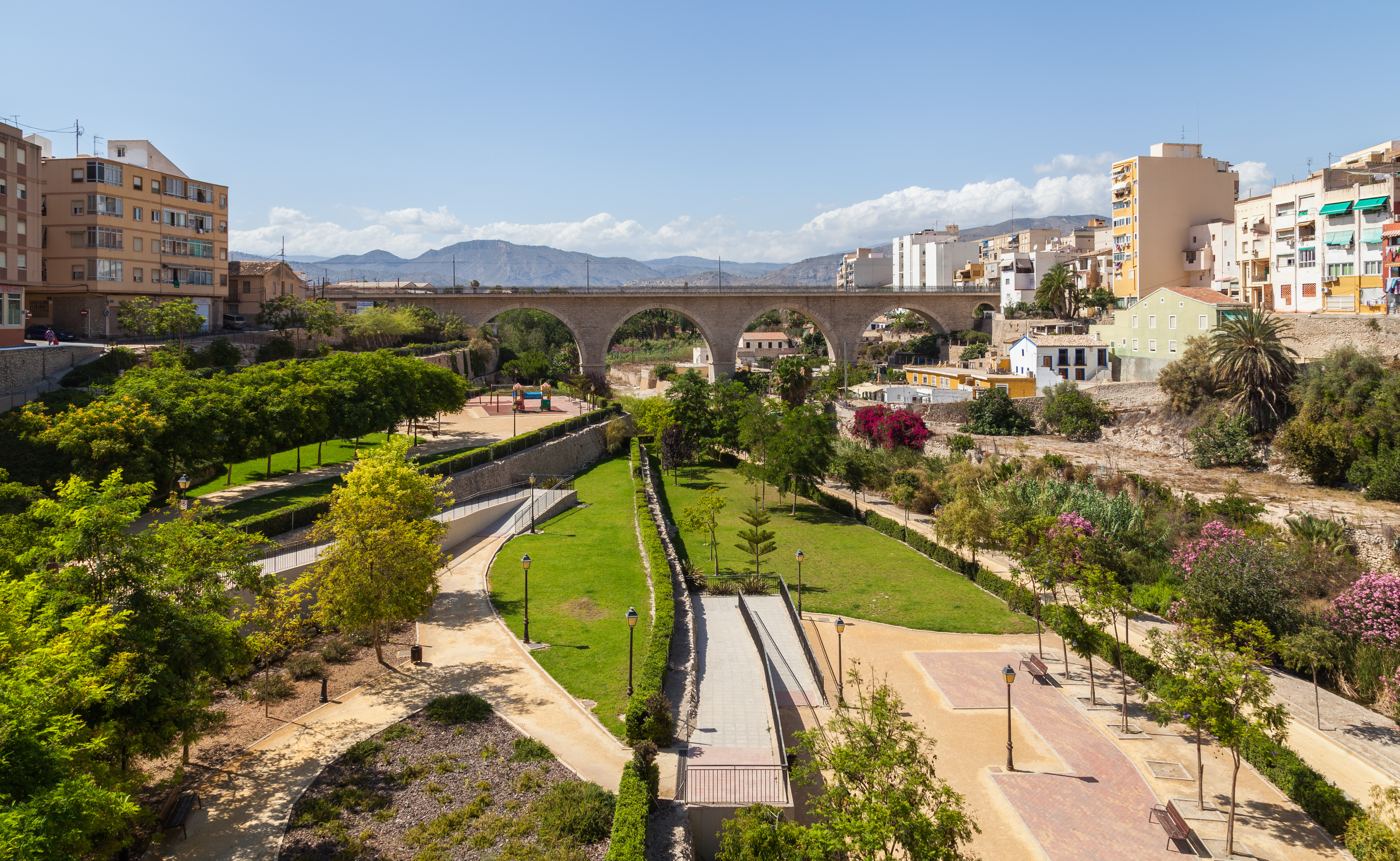
Ла-Віла-Джойоза, типова вулиця
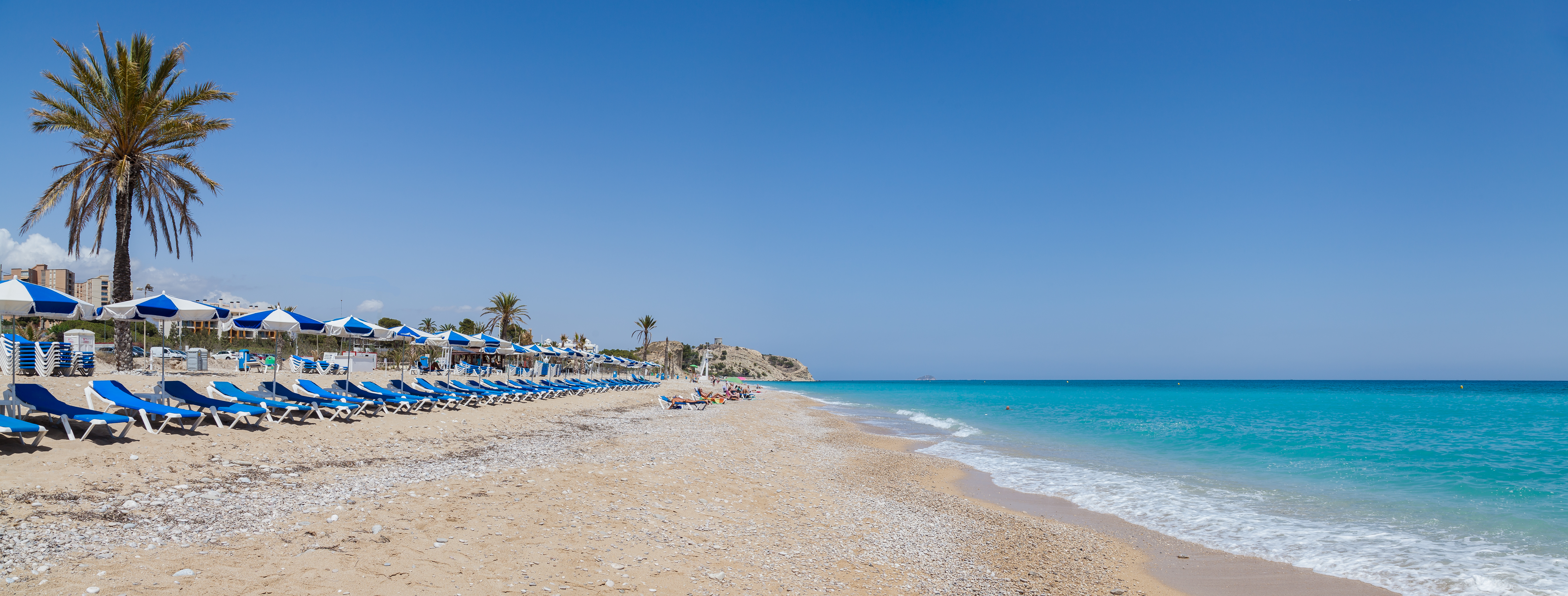
Панорама середземноморського пляжу Paraíso ("райський") у Ла-Віла-Джойоза.
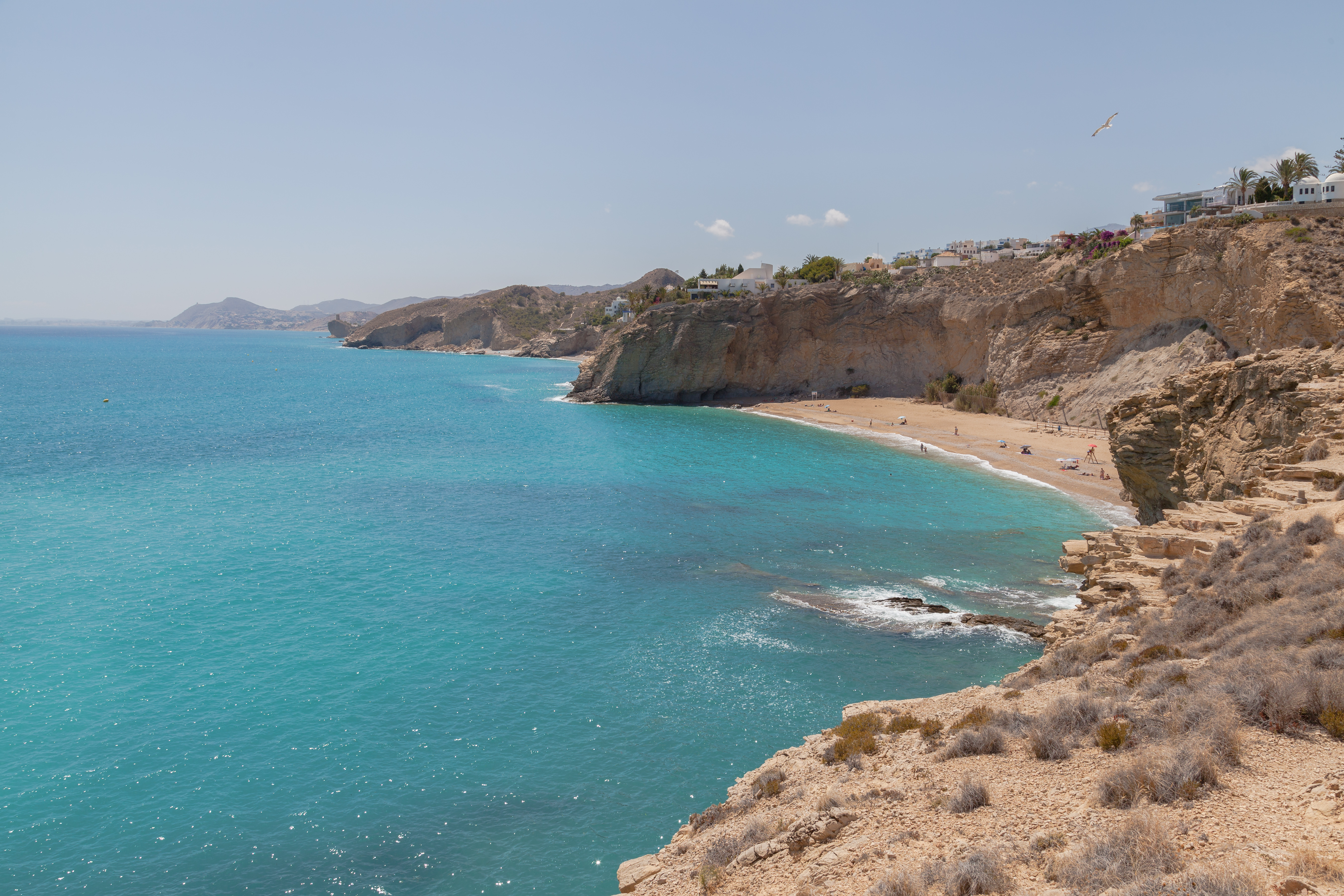
Панорама середземноморського пляжу Bol Nou
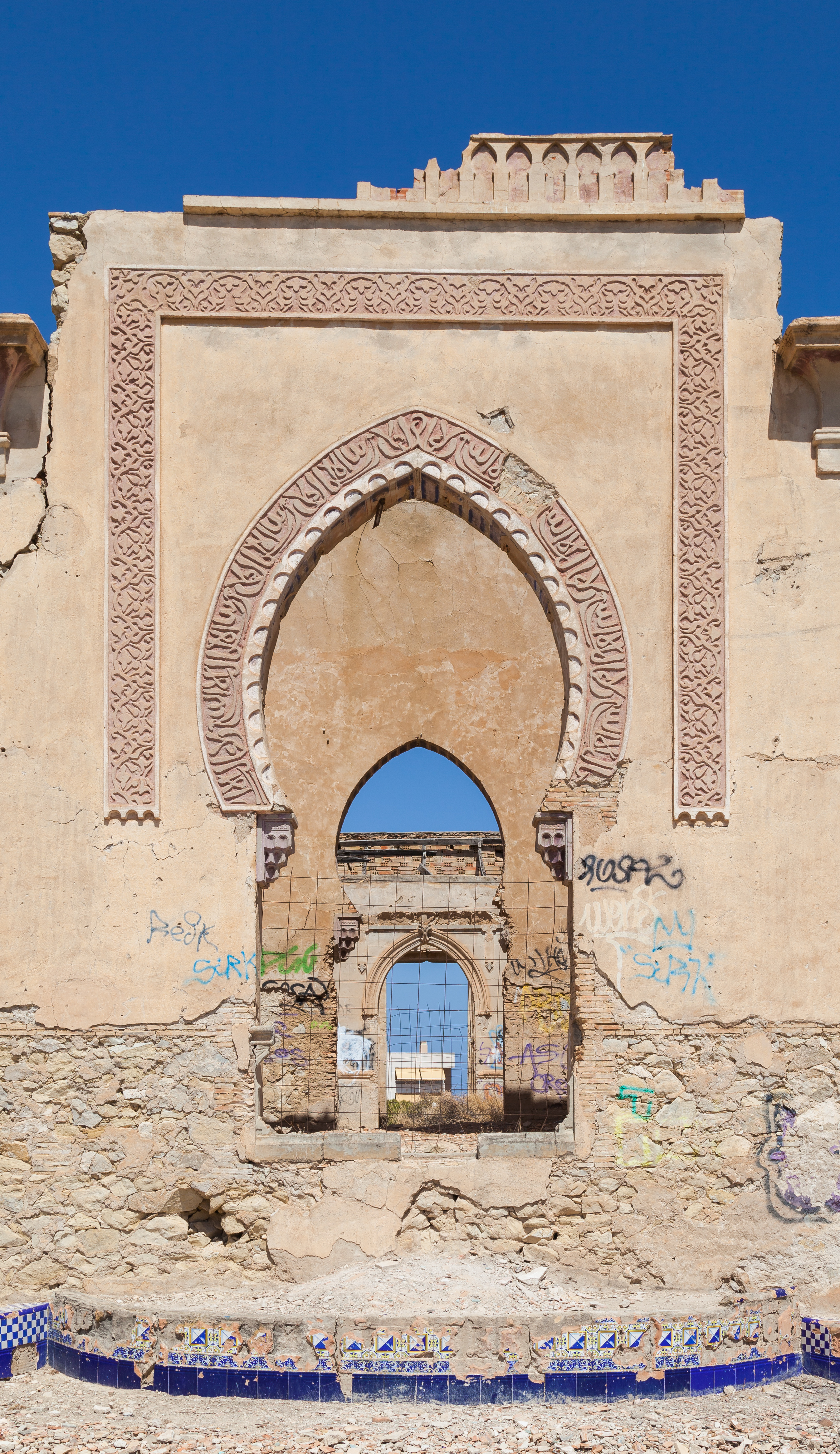
будинок Malladeta